# كيف تعيش الأربع وعشرين ساعة في اليوم
كيف تعيش الأربع وعشرين ساعة في اليوم (1908)، كتاب كتبه أرنولد بينيت وهو من أكبر الأعمال بعنوان كيف تعيش. في هذا المجلد يقدم الكاتب نصائح عملية وهزلية حول كيف للمرء أن يعيش (على عكس المألوف) في حدود الأربع وعشرين ساعة في اليوم.

## الفلسفة
في الكتاب، يخاطب بينيت العدد الكبير والمتنامي من العمّال ذوي الياقات البيضاء الذين تزايدوا منذ ظهور الثورة الصناعية. في رأيه، هؤلاء العمّال يقضون ثماني ساعات في اليوم، أيّ أربعين ساعة في الأسبوع، في وظائف لا يستمتعون بها، والأسوأ أنهم قد يكونون كارهين لها. يعملون لكسب لقمة العيش، ولكن تتمثل حياتهم اليومية بالاستيقاظ والاستعداد للعمل، والعمل بأقل قدر ممكن خلال اليوم، والعودة إلى المنزل والاسترخاء والنوم وتكرار ذلك في اليوم التالي. لا يعتقدون أنهم يعيشون حقاً.
عالج بينيت هذه المشكلة من خلال حث هؤلاء الموظفين على اقتناص وقتهم الإضافي، والاستفادة منه إلى أقصى حد لتحسين أنفسهم. يمكنهم أن يجدوا وقتاً إضافياً في بداية اليوم، وذلك بالاستيقاظ مبكراً، وفي الطريق إلى العمل، وفي طريق العودة إلى المنزل، وفي ساعات المساء، وخاصة خلال عطلات نهاية الأسبوع. خلال هذا الوقت، وصف بينيت طرائق للتطوير مثل قراءة الأدب العظيم، والاهتمام بالفنون، والتفكير في الحياة، وتعلم الانضباط الذاتي.
كتب بينيت أن الوقت هو أثمن السلع. قال إنه كُتِبت العديد من الكتب حول كيفية العيش بمبلغ معين من المال كل يوم. وأضاف أن القول المأثور القديم «الوقت هو المال» يقلل من أهمية الأمر، لأن الوقت غالباً ما ينتج المال، لكن المال لا يمكن أن ينتج المزيد من الوقت. الوقت محدود للغاية، وحث بينيت الآخرين على الاستفادة القصوى من الوقت المتبقي في حياتهم.
شهد هذا الكتاب جاذبية متزايدة في السنوات الأخيرة بسبب انتشار ظاهرة تحسين الذات، وله أهمية كبيرة في عالمنا اليوم.

## النصيحة
في الكتاب يقدم بينيت النصائح التالية:
انظر للأربع وعشرين ساعة على أنها يومان منفصلان، أحدهما يشمل يوم العمل الذي مدته ثماني ساعات والآخر يوم شخصي مدته ست عشرة ساعة تُحتسب للاستفادة منها.
درب عقلك يومياً على التركيز على شيء واحد باستمرار ولفترة تمتد مثلاً خمسين دقيقة في الحالة المتوسطة.
فكر في نفسك.
امنح نفسك تسعين دقيقة في المساء لتفكر بالبدء بشيء، ولمدة ثلاث أمسيات في الأسبوع، يمكنك أن تأخذ وقتًا أكثر، لكن ينصح بينيت بالبدء بشيء صغير بدلاً من محاولة البدء بمشروع كبير وفاشل.
     يمكنك أن تمنح هذه التسعين دقيقة لنفسك في الصباح، أو في قطار الذهاب من وإلى العمل، أو في أي وقت آخر لا تستغله جيداً. ينصح بينيت معظم الناس بأن تكون بأوقات المساء، لكن ذلك يعتمد على جدول الشخص.
استغل التسعين دقيقة لتطوير نفسك، على مدار الأسابيع والأشهر، سيُضاف لك قدر كبير من المعرفة المكتسبة خلال هذه الفترات.
    ليس الأدب الوسيلة الوحيدة لتحسين الذات، يمكن أن تكون قراءة مواضيع أخرى مفيدة للغاية، بما في ذلك معرفة المزيد عن عملك، والتّعرف على أسباب وتأثيرات الأشياء، والتّعرف على التاريخ والفلسفة.
   لا ينصح بينيت بقراءة الروايات لتطوير الذات، لكنه ينصح وبشدة بقراءة الشعر، وخاصة الروايات الشعرية مثلاً «الفردوس المفقود» لميلتون.

## فصول الكتاب
يتألف الكتاب من الفصول التالية:
- المعجزة اليومية
- الرغبة في تجاوز برنامج واحد
- احتياطات قبل البدء
- سبب المشكلة
- التنس والروح الخالدة
- تذكر الطبيعة البشرية
- السيطرة على العقل
- المزاج الانعكاسي
- الاهتمام بالفنون
- لا شيء في الحياة رتيب
- قراءة جادة
- الأخطار التي يجب تجنبها

## الاقتباس
من منا يعيش أربعًا وعشرين ساعة في اليوم؟ وعندما أقول يعيش، فأنا لا أعني الوجود أو العيش دون تشوش يمر بالشخص. من منا خالٍ من هذا الشعور المزعج بأن جزءًا كبيرًا من وقته الضائع يومياً لا يدار كما ينبغي؟ من منا لا يقول لنفسه أو من منا لم يقل لنفسه: «سأغير ذلك عندما يكون لديّ المزيد من الوقت» لم يعد لدينا المزيد من الوقت. لقد كان لدينا، وكان لدينا دائمًا، كل الوقت.